# يان فينس
يان فينس (بالإنجليزية: Ian Vince)‏ هو كاتب سيناريو ومصمم وكاتب بريطاني، ولد في 16 ديسمبر 1964.